# عرض البكتيريا
عرض البكتيريا (بالإنجليزي: Bacterial display ) هي تقنية هندسة البروتين تستخدم لتطوير البروتين في المختبر .
حيث يتم عرض عديد الببتيد بواسطة البروتين على سطح البكتيريا وبالتالي يمكن فرزهم باستخدام التدفق الخلوي أو الاختيار التكراري
من أساليب تطوير البروتين في المختبر :
•	عرض الريبوسوم
•	عرض العاثية
• عرض الخميرة
• عرض mRNA